# Liste des cavités naturelles les plus longues de Belgique

Belgique.

La liste des cavités naturelles les plus longues de Belgique recense sous la forme d'un tableau, les cavités souterraines naturelles connues, dont le développement est supérieur ou égal à cinq cents mètres.
La communauté spéléologique considère qu'une cavité souterraine naturelle n'existe vraiment qu'à partir du moment où elle est « inventée » c'est-à-dire découverte (ou redécouverte), inventoriée, topographiée et publiée. Bien sûr, la réalité physique d'une cavité naturelle est la plupart du temps bien antérieure à sa découverte par l'homme ; cependant tant qu'elle n'est pas explorée, mesurée et révélée, la cavité naturelle n'appartient pas au domaine de la connaissance partagée.
La liste spéléométrique des plus longues cavités naturelles de Belgique (≥ 500 m) est  actualisée fin 2019. La valeur « NC » (non connu) pour la dénivelée signifie que cette donnée n'est pas disponible.
La plus longue cavité répertoriée en Belgique dépasse les 10 kilomètres de développement ; il s'agit des grottes de Han.

## Répartition géographique
| \| Bruxelles Namur Hasselt Wavre Gand Anvers Arlon Bruges Louvain Liège Mons \| Répartition géographique des cavités naturelles de la Belgique. |
| Bruxelles Namur Hasselt Wavre Gand Anvers Arlon Bruges Louvain Liège Mons                                                                       |

## Cavités belges de développement supérieur ou égal à500 mètres
75 cavités sont recensées au 31 décembre 2019.
| Réf. | Cavités                                              | Provinces  | Villages / Communes       | Coordonnées (WGS 84)        | Dével. (en mètres) | Déniv. (en mètres) | Sources ou références                          | Mises à jour |
| ---- | ---------------------------------------------------- | ---------- | ------------------------- | --------------------------- | ------------------ | ------------------ | ---------------------------------------------- | ------------ |
| 1    | Grottes de Han                                       | Namur      | Han-sur-Lesse / Rochefort | 50° 07′ 14″ N, 5° 11′ 32″ E | +010 693, m        | +0110, m           | Inventaires des sites karstiques               | 2019         |
| 2    | Grotte de Rochefort                                  | Namur      | Rochefort                 | 50° 09′ 18″ N, 5° 13′ 39″ E | +006 595, m        | +0134, m           | Luc Willems & Camille Ek                       | 2019         |
| 3    | Souffleur de Beauregard                              | Liège      | Plainevaux / Neupré       | 50° 33′ 07″ N, 5° 32′ 45″ E | +006 134, m        | +0102, m           | Inventaires des sites karstiques               | 2019         |
| 4    | Abîme de la Chawresse                                | Liège      | Tilff / Esneux            | 50° 33′ 29″ N, 5° 35′ 35″ E | +005 654, m        | +0085, m           | Inventaires des sites karstiques & scavalon.be | 2019         |
| 5    | Grottes de Hotton                                    | Luxembourg | Hotton                    | 50° 15′ 33″ N, 5° 27′ 21″ E | +004 450, m        | +0071, m           | Inventaires des sites karstiques & scavalon.be | 2019         |
| 6    | Réseau de Bois de Waerimont                          | Namur      | Éprave / Rochefort        | 50° 08′ 44″ N, 5° 11′ 16″ E | +004 429, m        | +0058, m           | scavalon.be & Jos Beyens et Paul De Bie        | 2019         |
| 7    | Trou d'Haquin                                        | Namur      | Maillen / Assesse         | 50° 22′ 13″ N, 4° 54′ 39″ E | +004 321, m        | +0075, m           | scavalon.be                                    | 2019         |
| 8    | Grottes de Remouchamps                               | Liège      | Remouchamps / Aywaille    | 50° 28′ 48″ N, 5° 42′ 44″ E | +003 883, m        | +0110, m           | Inventaires des sites karstiques               | 2019         |
| 9    | Réseau de Fresnes                                    | Namur      | Lustin / Profondeville    | 50° 22′ 46″ N, 4° 52′ 34″ E | +003 838, m        | +0078, m           | scavalon.be                                    | 2019         |
| 10   | Grotte du Noû Bleû                                   | Liège      | Sprimont                  | 50° 29′ 56″ N, 5° 36′ 07″ E | +003 723, m        | +0061, m           | collectif Noû Bleu                             | 2019         |
| 11   | Trou Wéron                                           | Namur      | Mont / Yvoir              | 50° 21′ 16″ N, 4° 54′ 34″ E | +003 610, m        | +0110, m           | scavalon.be                                    | 2019         |
| 12   | Chantoir du Béron Ry                                 | Liège      | Remouchamps / Aywaille    | 50° 30′ 00″ N, 5° 42′ 23″ E | +003 089, m        | +0088, m           | Inventaires des sites karstiques               | 2019         |
| 13   | Système Fagnoules - Buc                              | Namur      | Awagne / Namur            | 50° 17′ 24″ N, 4° 56′ 32″ E | +002 969, m        | +0068, m           | Inventaires des sites karstiques               | 2019         |
| 14   | Grotte Sainte-Anne                                   | Liège      | Tilff / Esneux            | 50° 33′ 23″ N, 5° 34′ 49″ E | +002 715, m        | +0035, m           | scavalon.be                                    | 2019         |
| 15   | Système Fosse aux Ours-Trou du Muret-Trou de l'Hôtel | Namur      | Rochefort                 | 50° 09′ 12″ N, 5° 13′ 05″ E | +002 694, m        | +0080, m           | Inventaires des sites karstiques & scavalon.be | 2021         |
| 16   | Trou Wuinant-Haminte                                 | Liège      | Forêt / Trooz             | 50° 35′ 31″ N, 5° 41′ 54″ E | +002 544, m        | +0050, m           | Inventaires des sites karstiques & scavalon.be | 2021         |
| 17   | Trou du Nau-Maulin                                   | Namur      | Rochefort                 | 50° 09′ 24″ N, 5° 13′ 36″ E | +002 275, m        | +0062, m           | scavalon.be                                    | 2019         |
| 18   | Galerie des Sources                                  | Namur      | Houyet                    | 50° 12′ 59″ N, 4° 56′ 54″ E | +002 224, m        | +0052, m           | scavalon.be                                    | 2019         |
| 19   | Grotte du Père Noël                                  | Namur      | Han-sur-Lesse / Rochefort | 50° 06′ 41″ N, 5° 11′ 48″ E | +002 115, m        | +0128, m           | Inventaires des sites karstiques               | 2019         |
| 20   | Grotte des Émotions                                  | Liège      | Ferrières                 | 50° 24′ N, 5° 34′ E         | +002 092, m        | +0045, m           | scavalon.be & CSIS                             | 2019         |
| 21   | Nouveau réseau des grottes de Goyet                  | Namur      | Gesves                    |                             | +002 000, m        | NC m               |                                                | 2019         |
| 22   | Abri du Risous                                       | Namur      | ?                         |                             | +001 800, m        | +0063, m           |                                                | 2019         |
| 23   | Système de Bretaye                                   | Luxembourg | Bonnal / Durbuy           | 50° 22′ 00″ N, 5° 32′ 28″ E | +001 726, m        | +0031, m           | scavalon.be                                    | 2019         |
| 24   | Trou des Manants                                     | Liège      | Tilff / Esneux            | 50° 33′ 26″ N, 5° 35′ 31″ E | +001 646, m        | +0067, m           | scavalon.be                                    | 2019         |
| 25   | Grottes de l'Adugeoir                                | Namur      | Couvin                    | 50° 03′ 57″ N, 4° 30′ 48″ E | +001 627, m        | +0024, m           | Inventaires des sites karstiques               | 2019         |
| 26   | Grottes de Goyet                                     | Namur      | Gesves                    | 50° 26′ 42″ N, 5° 00′ 42″ E | +001 500, m        | +0020, m           | Inventaires des sites karstiques               | 2019         |
| 27   | Trou des Crevés                                      | Namur      | Belvaux / Rochefort       | 50° 06′ 38″ N, 5° 12′ 01″ E | +001 440, m        | +0027, m           | Inventaires des sites karstiques               | 2019         |
| 28   | Abîme du Fourneau                                    | Namur      | Somme-Leuze               | 50° 17′ 05″ N, 5° 14′ 02″ E | +001 368, m        | +0038, m           | Inventaires des sites karstiques               | 2019         |
| 29   | Grotte du Fayt                                       | Namur      | Rochefort                 | 50° 09′ 41″ N, 5° 15′ 29″ E | +001 335, m        | +0039, m           | Inventaires des sites karstiques               | 2019         |
| 30   | Grotte de Bebronne - Clisore                         | Liège      | Dison                     | 50° 37′ 21″ N, 5° 52′ 16″ E | +001 262, m        | +0016, m           | Inventaires des sites karstiques               | 2019         |
| 31   | Trou de Malacord                                     | Liège      | Ferrières                 | 50° 24′ 15″ N, 5° 36′ 29″ E | +001 229, m        | +0030, m           | Inventaires des sites karstiques & scavalon.be | 2021         |
| 32   | Grotte de Ramioul                                    | Liège      | Flémalle                  | 50° 34′ 44″ N, 5° 25′ 36″ E | +001 200, m        | +0062, m           | Inventaires des sites karstiques               | 2019         |
| 33   | Grotte de l'Isbelle                                  | Luxembourg | Hotton                    | 50° 16′ 29″ N, 5° 29′ 02″ E | +001 200, m        | +0032, m           | Inventaires des sites karstiques               | 2019         |
| 34   | Chantoir de Rostenne                                 | Namur      | Sommière / Onhaye         | 50° 16′ 26″ N, 4° 52′ 13″ E | +001 179, m        | +0081, m           | Inventaires des sites karstiques               | 2019         |
| 35   | Grotte Michaux                                       | Liège      | Olne                      | 50° 35′ 33″ N, 5° 44′ 32″ E | +001 127, m        | +0065, m           | Inventaires des sites karstiques               | 2019         |
| 36   | Grotte de la fontaine de Rivire                      | Liège      | Hamoir                    | 50° 24′ 38″ N, 5° 31′ 13″ E | +001 101, m        | +0030, m           | Inventaires des sites karstiques               | 2019         |
| 37   | Trou de la Chaise                                    | Namur      | Yvoir                     | 50° 19′ 10″ N, 4° 52′ 49″ E | +001 100, m        | +0025, m           | Inventaires des sites karstiques               | 2019         |
| 38   | Grand faille du Fond des Cris ou grotte Rouxhet      | Liège      | Chaudfontaine             | 50° 35′ 06″ N, 5° 37′ 35″ E | +001 068, m        | +0057, m           | Inventaires des sites karstiques               | 2019         |
| 39   | Trou de l'Église                                     | Namur      | Mont / Yvoir              | 50° 21′ 12″ N, 4° 54′ 05″ E | +001 065, m        | +0078, m           | scavalon.be                                    | 2019         |
| 40   | Vilaine Source                                       | Namur      | Arbre / Profondeville     | 50° 22′ 01″ N, 4° 49′ 52″ E | +001 061, m        | +0014, m           | Inventaires des sites karstiques               | 2019         |
| 41   | Trou Bernard                                         | Namur      | Maillen / Assesse         | 50° 21′ 16″ N, 4° 54′ 52″ E | +001 010, m        | +0140, m           | scavalon.be                                    | 2019         |
| 42   | Système Trou de l'Enfer - Trou aux Fissures          | Liège      | Sprimont                  | 50° 30′ 29″ N, 5° 39′ 08″ E | +000999, m         | +0057, m           | scavalon.be                                    | 2019         |
| 43   | Trou du Chalet                                       | Liège      | Aywaille                  | 50° 27′ 55″ N, 5° 40′ 39″ E | +000998, m         | +0018, m           | Inventaires des sites karstiques               | 2019         |
| 44   | Chantoir de Valentin ou Chantoir n°1 de Morville     | Luxembourg | Morville / Durbuy         | 50° 20′ 21″ N, 5° 32′ 04″ E | +000950, m         | +0094, m           | Inventaires des sites karstiques               | 2019         |
| 45   | Grotte du Pré-au-Tonneau                             | Namur      | Rochefort                 | 50° 09′ 22″ N, 5° 14′ 10″ E | +000928, m         | +0047, m           | Inventaires des sites karstiques               | 2019         |
| 46   | Trou qui Fume                                        | Namur      | Dinant                    | 50° 12′ 49″ N, 4° 57′ 21″ E | +000923, m         | +0100, m           | Inventaires des sites karstiques               | 2019         |
| 47   | Grotte Nys                                           | Luxembourg | Aisne / Durbuy            | 50° 21′ 51″ N, 5° 33′ 22″ E | +000918, m         | NC m               | Inventaires des sites karstiques               | 2019         |
| 47   | Grotte d'Éprave                                      | Namur      | Éprave / Rochefort        | 50° 08′ 24″ N, 5° 10′ 43″ E | +000900, m         | +0041, m           | Inventaires des sites karstiques               | 2019         |
| 48   | Grottes du Pont d'Arcole                             | Namur      | Hastière                  | 50° 13′ 22″ N, 4° 48′ 48″ E | +000858, m         | +0041, m           | Inventaires des sites karstiques               | 2019         |
| 49   | Nouvelle grotte de ON                                | Namur      | Rochefort                 | 50° 09′ 53″ N, 5° 15′ 55″ E | +000832, m         | +0023, m           | Inventaires des sites karstiques               | 2019         |
| 50   | Grotte La Merveilleuse                               | Namur      | Dinant                    | 50° 15′ 18″ N, 4° 54′ 19″ E | +000830, m         | +0086, m           | Inventaires des sites karstiques               | 2019         |
| 51   | Trou des Nutons                                      | Namur      | Profondeville             | 50° 23′ 34″ N, 4° 50′ 21″ E | +000810, m         | +0100, m           | Inventaires des sites karstiques               | 2019         |
| 52   | Abîme de Comblain                                    | Liège      | Comblain-au-Pont          | 50° 28′ 37″ N, 5° 33′ 59″ E | +000807, m         | +0082, m           | Inventaires des sites karstiques               | 2019         |
| 53   | Chantoir de la Laide fosse                           | Namur      | Hamerenne / Rochefort     | 50° 08′ 22″ N, 5° 12′ 10″ E | +000800, m         | +0072, m           | scavalon.be                                    | 2019         |
| 55   | Trou des Côtes                                       | Liège      | Hamoir                    | 50° 26′ 11″ N, 5° 32′ 03″ E | +000759, m         | +0029, m           | Inventaires des sites karstiques               | 2019         |
| 56   | Abîme de Lesve                                       | Namur      | Lesve / Profondeville     | 50° 22′ 48″ N, 4° 47′ 44″ E | +000751, m         | +0068, m           | Inventaires des sites karstiques               | 2019         |
| 57   | Grotte de l'étang de la villa des Hirondelles        | Liège      | Olne                      | 50° 35′ 06″ N, 5° 44′ 23″ E | +000748, m         | +0030, m           | Inventaires des sites karstiques               | 2019         |
| 58   | Chantoir de Rouge-Thiers                             | Liège      | Louveigné / Sprimont      | 50° 30′ 51″ N, 5° 44′ 02″ E | +000729, m         | +0066, m           | scavalon.be                                    | 2019         |
| 59   | Grottes de Floreffe                                  | Namur      | Le Préat / Floreffe       | 50° 25′ 37″ N, 4° 45′ 27″ E | +000688, m         | +0025, m           | Inventaires des sites karstiques               | 2019         |
| 60   | Grotte des Surdents                                  | Liège      | Dison                     | 50° 36′ 31″ N, 5° 54′ 32″ E | +000665, m         | +0030, m           | Inventaires des sites karstiques               | 2019         |
| 61   | Trou du Parrain                                      | Namur      | Rochefort                 | 50° 09′ 00″ N, 5° 12′ 01″ E | +000657, m         | +0037, m           | Inventaires des sites karstiques               | 2019         |
| 62   | Chantoir d'Adzeux                                    | Liège      | Sprimont                  | 50° 31′ 10″ N, 5° 43′ 55″ E | +000656, m         | +0046, m           | Inventaires des sites karstiques               | 2019         |
| 63   | Chantoir du Moulin                                   | Luxembourg | Marenne / Hotton          | 50° 14′ 34″ N, 5° 24′ 46″ E | +000634, m         | +0039, m           | Inventaires des sites karstiques               | 2019         |
| 64   | Trou Manto                                           | Liège      | Ben Ahin / Huy            | 50° 30′ 30″ N, 5° 11′ 47″ E | +000626, m         | +0052, m           | scavalon.be                                    | 2019         |
| 65   | Chantoir de Kin                                      | Liège      | Kin / Aywaille            | 50° 27′ 57″ N, 5° 41′ 50″ E | +000604, m         | +0074, m           | scavalon.be                                    | 2019         |
| 66   | Grotte Alexandre                                     | Namur      | Profondeville             | 50° 23′ 18″ N, 4° 52′ 53″ E | +000592, m         | +0016, m           | Inventaires des sites karstiques               | 2019         |
| 67   | Chantoir de Sécheval                                 | Liège      | Aywaille                  | 50° 29′ 21″ N, 5° 43′ 07″ E | +000591, m         | +0021, m           | Inventaires des sites karstiques               | 2019         |
| 68   | Grotte de Bohon                                      | Luxembourg | Bohon / Durbuy            | 50° 21′ 53″ N, 5° 29′ 15″ E | +000589, m         | +0035, m           | Inventaires des sites karstiques               | 2019         |
| 69   | Grotte de Corbel                                     | Namur      | Hierges / Doische         | 50° 06′ 22″ N, 4° 44′ 04″ E | +000588, m         | +0035, m           | Inventaires des sites karstiques               | 2019         |
| 70   | Grotte Heinrichs                                     | Luxembourg | Aisne / Durbuy            | 50° 21′ 39″ N, 5° 33′ 33″ E | +000588, m         | +0034, m           | scavalon.be                                    | 2019         |
| 71   | Grotte Steinlein                                     | Liège      | Comblain-au-Pont          | 50° 28′ 48″ N, 5° 35′ 11″ E | +000561, m         | +0020, m           | Inventaires des sites karstiques               | 2019         |
| 72   | Grotte du Chaffour                                   | Liège      | Theux                     | 50° 29′ 43″ N, 5° 47′ 37″ E | +000552, m         | NC m               | Inventaires des sites karstiques               | 2019         |
| 73   | Grotte de la Mystérieuse                             | Namur      | Yvoir                     | 50° 21′ 23″ N, 4° 52′ 48″ E | +000551, m         | +0037, m           | Inventaires des sites karstiques               | 2019         |
| 74   | Trou du Bonheur                                      | Namur      | Éprave / Rochefort        | 50° 08′ 40″ N, 5° 11′ 33″ E | +000550, m         | +0013, m           | Inventaires des sites karstiques               | 2019         |
| 75   | Trou Ozer                                            | Liège      | Chôdes / Malmedy          | 50° 26′ 13″ N, 6° 02′ 26″ E | +000500, m         | +0070, m           | scavalon.be                                    | 2019         |

### Note
1. ↑  Le système souterrain comporte plusieurs entrées, dont le trou de Han (résurgence) et le gouffre de Belvaux (perte de la Lesse).
2. ↑  Grotte touristique aujourd'hui appelée "grotte de Lorette".
3. ↑  Le système souterrain comporte deux entrées : l'abîme de la Chawresse et la grotte Véronika.
4. ↑  Le système souterrain comporte trois entrées : le trou de l'Ambre, le trou du Faisan et la grotte du Maquis.
5. ↑  Ou grotte du Rubicon, ou grotte des Sottais.
6. ↑  Le système souterrain comporte deux entrées : le trou Wéron et le chantoir Dellieux.
7. ↑  Le système souterrain comporte deux entrées : le trou Manto et la grotte Saint-Étienne.